# New York Film Critics Circle Awards 1971
La 37ª edizione della cerimonia dei New York Film Critics Circle Awards, annunciata il 29 dicembre 1971, si è tenuta il 23 gennaio 1972 ed ha premiato i migliori film usciti nel corso del 1971.

## Vincitori e candidati

### Miglior film
- Arancia meccanica (A Clockwork Orange), regia di Stanley Kubrick
- Il braccio violento della legge (The French Connection), regia di William Friedkin
- L'ultimo spettacolo (The Last Picture Show), regia di Peter Bogdanovich

### Miglior regista
- Stanley Kubrick - Arancia meccanica (A Clockwork Orange)
- Peter Bogdanovich - L'ultimo spettacolo (The Last Picture Show)
- Bernardo Bertolucci - Il conformista

### Miglior attore protagonista
- Gene Hackman - Il braccio violento della legge (The French Connection)
- Peter Finch - Domenica, maledetta domenica (Sunday Bloody Sunday)
- Malcolm McDowell - Arancia meccanica (A Clockwork Orange)

### Miglior attrice protagonista
- Jane Fonda - Una squillo per l'ispettore Klute (Klute)
- Gena Rowlands - Minnie and Moskowitz
- Shirley MacLaine - Desperate Characters

### Miglior attore non protagonista
- Ben Johnson - L'ultimo spettacolo (The Last Picture Show)
- Warren Oates - Il ritorno di Harry Collings (The Hired Hand) e Strada a doppia corsia (Two-Lane Blacktop)
- Alan Webb - Re Lear (King Lear)

### Miglior attrice non protagonista
- Ellen Burstyn - L'ultimo spettacolo (The Last Picture Show)
- Cloris Leachman - L'ultimo spettacolo (The Last Picture Show)
- Ann-Margret - Conoscenza carnale (Carnal Knowledge)

### Miglior sceneggiatura
- Peter Bogdanovich e Larry McMurtry - L'ultimo spettacolo (The Last Picture Show)
- Penelope Gilliatt - Domenica, maledetta domenica (Sunday Bloody Sunday)
- Éric Rohmer - Il ginocchio di Claire (Le genou de Claire)